# Ianuarie 2008
Acest articol este generat integral pe baza informațiilor din articolul 2008 și este actualizat periodic de un robot.
 Editările făcute în articol vor fi șterse la următoarea actualizare! Dacă doriți să faceți modificări, editați articolul-sursă.

ianuarie -
februarie -
martie -
aprilie -
mai -
iunie -
iulie -
august -
septembrie -
octombrie -
noiembrie -
decembrie
Ianuarie 2008 a fost prima lună a anului și a început într-o zi de marți.

## Evenimente

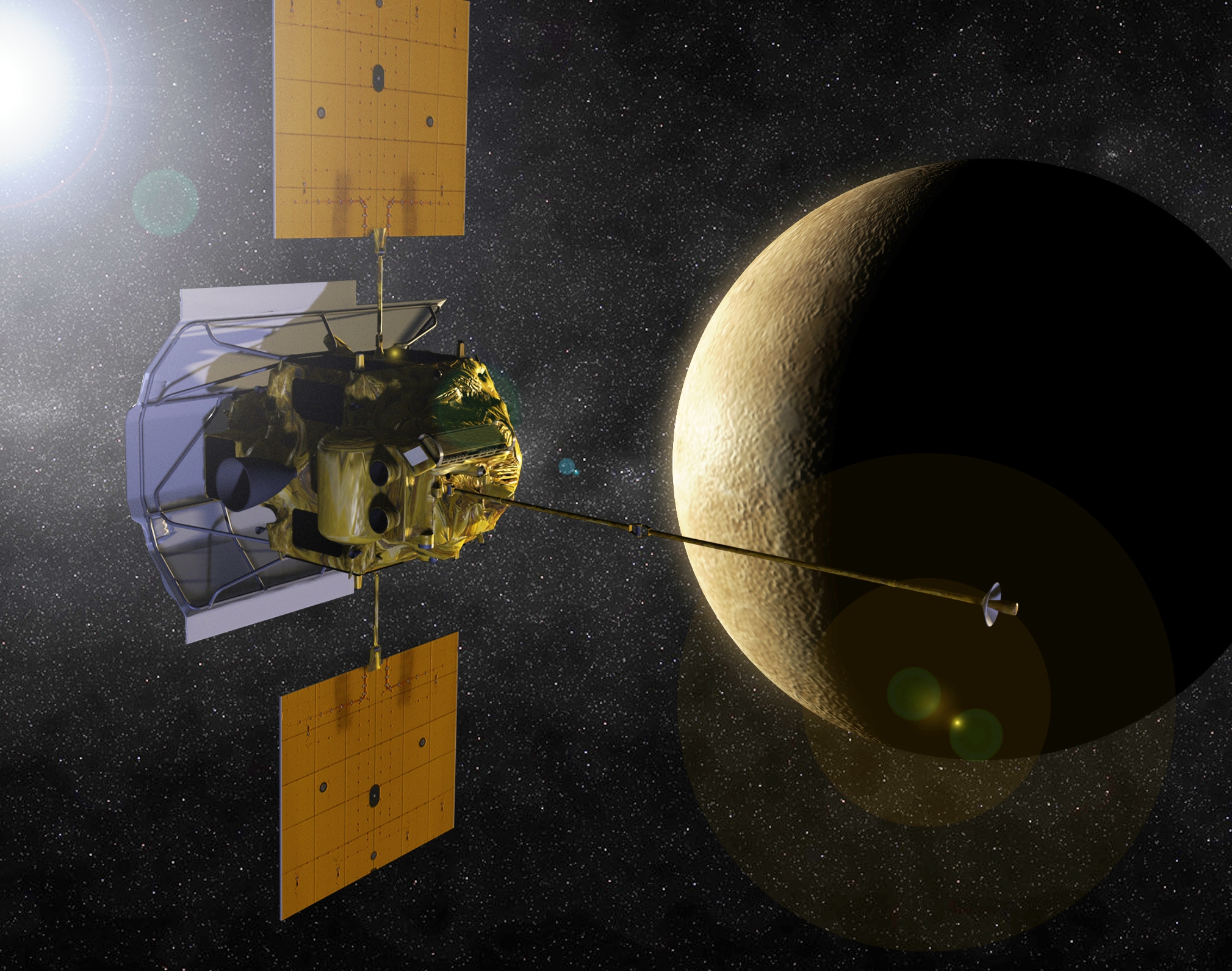
14 ianuarie: Sonda americană Messenger survolează planeta Mercur; prima apropiere de Mercur din ultimii 33 de ani.

- 1 ianuarie: Cipru și Malta adoptă moneda euro.
- 1 ianuarie: Slovenia preia președinția rotativă a Uniunii Europene.
- 4 ianuarie: Raliul Dakar 2008 este anulat din motive de securitate. Este pentru prima dată de la debutul competiției (1978), când întrecerea este anulată.
- 5 ianuarie: Alegeri prezidențiale în Georgia câștigate de Mihail Saakasvili, președintele în exercițiu, cu 53,5% din totalul voturilor exprimate.
- 9 ianuarie: Președintele american George W. Bush a început în Israel o vizită de trei zile ce cuprinde și teritoriile palestiniene.
- 22 ianuarie: Parlamentul irakian a adoptat temporar un nou steag național.
- 24 ianuarie: Prim-ministrul Italiei, Romano Prodi, demisionează din funcție după ce pierde votul de încredere din Senat.
- 27 ianuarie: Sârbul Novak Đoković îl învinge pe francezul Jo-Wilfried Tsonga în finala turneul de tenis Australian Open .
- 29 ianuarie: Un asteroid botezat TU24 a trecut la o distanță foarte mică de Terra, aproape 500.000 de km.
- 31 ianuarie: Curtea Constituțională a României a declarat drept neconstituționale articolele de lege care reglementează funcționarea CNSAS.

## Decese
- 3 ianuarie: Petru Dugulescu, 63 ani, deputat român (1992-2000), (n. 1945)
- 5 ianuarie: Edward Kłosiński, 65 ani, operator de film, polonez (n. 1943)
- 8 ianuarie:  Anatol Neamțu,  53 ani, compozitor, chitarist și aranjor din R. Moldova (n. 1954)
- 10 ianuarie: Allan McEachern, 81 ani, cancelar al Universității din Columbia Britanică, canadian (n. 1926)
- 10 ianuarie: Eduard Lazarev, 72 ani, compozitor rus (n. 1935)
- 11 ianuarie: Edmund Percival Hillary, 88 ani, alpinist neozeelandez, primul om care a ajuns pe vârful Everest (munții Himalaya), (n. 1919)
- 12 ianuarie: Valentin Dinescu, 52 ani, politician român (n. 1955)
- 14 ianuarie: Barbu Brezianu, 98 ani, istoric și critic de artă român (n. 1909)
- 15 ianuarie: Corneliu Ioan Dida, 65 ani, politician român, membru al Parlamentului României din partea PSD (n. 1942)
- 16 ianuarie: Sorin Stati, 75 ani, lingvist român stabilit în Italia (n. 1932)
- 17 ianuarie: Bobby Fischer (n. Robert James Fischer), 64 ani, campion mondial la șah, american (n. 1943)
- 19 ianuarie: Georgina Bruni, 61 ani, ziaristă britanică (n. 1947)
- 19 ianuarie: Bazil Marian, 85 ani, fotbalist român (atacant), (n. 1922)
- 20 ianuarie: Gheorghe Răboacă, 72 ani, senator român (1992-1996), (n. 1935)
- 22 ianuarie: Heath Andrew Ledger, 28 ani, actor australian (n. 1979)
- 22 ianuarie: Ștefan Niculescu, 80 ani, compozitor și muzicolog român (n. 1927)
- 25 ianuarie: Paul Păltănea, 83 ani, istoric român (n. 1924)
- 27 ianuarie: Suharto (n. Muhammad Soeharto), 86 ani, al 2-lea președinte al Indoneziei (1967-1998), (n. 1921)
- 28 ianuarie: Christodoulos al Atenei (n. Christos Paraskevaides), 69 ani, arhiepiscop grec (n. 1939)
- 28 ianuarie: Stelian Ivașcu, 82 ani, medic chirurg român (n. 1925)
- 29 ianuarie: Sebastian Kräuter, 85 ani, episcop al Diecezei Romano-Catolice de Timișoara (n. 1922)
- 29 ianuarie: Marcelle Lentz-Cornette, 80 ani, om politic luxemburghez, membru al Parlamentului European (1979-1984), (n. 1927)
- 30 ianuarie: Vintilă Corbul (n. Vintilă Dumitru Corbul Economu Popescu), 91 ani, scriitor român (n. 1916)
- 31 ianuarie: Cristian Munteanu, 71 ani, regizor și scenarist român (n. 1936)
- 31 ianuarie: Constantin Speteanu, 96 ani, profesor de canto, român (n. 1911)